# 久春内駅
久春内駅（くしゅんないえき）は、樺太泊居郡久春内村に存在した鉄道省樺太西線の駅。
現状に関しては、サハリン州の項目も参照のこと。

## 歴史
- 1937年（昭和12年）12月1日 - 樺太庁鉄道西海岸線泊居駅 - 当駅間開通により開業。
- 1943年（昭和18年）4月1日 - 南樺太の内地化により、鉄道省に移管。
- 1945年（昭和20年）8月 - ソ連軍が南樺太へ侵攻、占領し、駅も含め全線がソ連軍に接収される。
- 1946年（昭和21年）2月1日 - 日本の国有鉄道の駅としては廃止。
- 1946年4月1日 - ソ連国鉄に編入。ロシア語駅名は「イリインスク サハリンスキー」。

## 運行状況
- 上りは本斗駅行きが2本、真岡駅行きが1本運行されていた。
- 下りは野田駅発が1本、本斗駅発が2本が運行されていた。

## 駅周辺
- 久春内村役場

## その他
- 豊栄郡白縫村にある樺太東線真縫駅までバスが運行されていた。
- 樺太西線は恵須取郡珍内町-恵須取町-塔路町藻糸音間157.2km まで延長されることとなっていたが完成することなく終戦を迎えた。
- 当駅と真縫駅を結ぶ真久線は1971年、ソ連の手で開通した。

## 隣の駅
鉄道省樺太鉄道局
樺太西線・真久線（ソ連編入後に開通）
上久春内駅 - 久春内駅